# Otto Joachim
Pour les articles homonymes, voir Joachim.
Otto Joachim, né Otto Joachimsthal, est un compositeur, altiste, violoniste et chambriste québécois né à Düsseldorf en Allemagne le 13 octobre 1910 et mort à Montréal le 30 juillet 2010 dans sa 100e année. Il est le frère de Walter Joachim, avec qui il a collaboré, et le père du guitariste Davis Joachim, qui a enregistré quelques-unes de ses œuvres.

## Biographie

### Vie
Joachim a comme père un artiste lyrique, Emil Joachimsthal. À six ans, il a déjà commencé le violon et chanté à l'opéra de Düsseldorf. De 1917 à 1928, Joachim étudie le violon au conservatoire Buths-Neitzel, puis à la Rheinische Musikschule de Cologne ; dans cette ville il étudie l'alto avec Karl Maria Schwamberger (de) et devient l'assistant de Hermann Zitzmann. En composition, Joachim est toutefois autodidacte.
Juif, il quitte l'Allemagne en 1934 (il devient alors apatride) et vit quinze ans en Extrême-Orient ; on le trouve d'abord à Singapour ; il y est musicien dans des orchestres d'hôtel ; après l'entrée en guerre de la Grande-Bretagne, il est interné en tant qu'« étranger hostile ». Il se réfugie à Shangaï, où naît son fils Davis.
En 1949, en route pour le Brésil, qui l'a accepté comme immigrant, il s'arrête à Montréal. Il compte gagner l'argent qu'il lui faut pour finir le voyage, mais il y reste et demande à devenir citoyen canadien (il le sera en 1957,). En 1952 il devient altiste à l'Orchestre symphonique de Montréal, puis premier alto. Il est aussi altiste dans l'Orchestre de chambre McGill.
Les intérêts de Joachim vont de la fabrication d'instruments anciens à la musique électroacoustique et à la musique de scène (il en écrit pour la troupe des Compagnons de Saint-Laurent).
De 1956 à 1964, il enseigne l'alto, la viole, la musique de chambre et la musique ancienne à l'université McGill. En 1959, c'est lui qu'on choisit pour interviewer Karlheinz Stockhausen de passage à Montréal.
De 1956 à 1976, il enseigne au Conservatoire de musique de Montréal.
1967 est marqué par la création de Katimavik, œuvre commandée pour le pavillon canadien de l'Exposition universelle de 1967.
En 2001, il participe au film de Gabriele Faust Weltreise wider Willen – der Komponist Otto Joachim, Westdeutscher Rundfunk.

### Contributions à la vie musicale
Joachim a fait d'importantes contributions à la vie culturelle de Montréal.
- 1955 – Fondation, avec Walter Joachim, Hyman Bress et Mildred Goodman, du Quatuor à cordes de Montréal ; il y est altiste jusqu'en 1963, quand l'orchestre cesse d'exister[9].
- 1956 – Création de son propre studio de musique électroacoustique ; c'est là que sera enregistré Katimavik.
- 1957–1958 – Fondation, avec Serge Garant, François Morel et Jeanne Landry, de la Société de musique de notre temps ; l'ensemble donnera les premières canadiennes d'œuvres de Pierre Boulez et de Karlheinz Stockhausen[10].
- 1958 – Fondation du Montreal Consort of Ancient Instruments[11], dont il est le chef.
- 1979 – Fondation, avec François Morel, Serge Garant, André Prévost, Gilles Poirier et Louise Laplante, des éditions Québec-Musique.

## Œuvres (liste partielle)
- Asia (1925–1939), poème symphonique
- L’Éclosion (1954)[12]
- Sonate (1954)
- Concertante no 1 pour percussion, violon et orchestre à cordes[13]
- Quatuor à cordes (1956)
- Interlude (1960)
- 12 Twelve-Tone Pieces for children pour piano (1961[14])
- Expansion (1962)
- Divertimento (1962)
- Illumination I (1965, A. Purdy)
- Contrastes (1967)
- Katimavik (1967)
- Illumination II (1969)
- Sechs Stücke für Gitarre (1971)
- Stimulus à goad (1973) pour guitare et synthétiseur
- Requiem (1977)
- Tribute to Saint-Romanus (1981)
- Paean (1989) pour violoncelle
- Stacheldraht, pour orchestre de chambre et récitant (1994)

Bibliothèque et Archives Canada a créé un classement par genres de ses œuvres,.

## Compléments

### Honneurs
- 1969 – Grand Prix Paul-Gilson
- 1980 – Concert du Centre de musique canadienne au Québec, à l'occasion de son 70e anniversaire. Un vernissage  de ses œuvres picturales précède l'événement
- 1990 – Prix Calixa-Lavallée de la Société Saint-Jean-Baptiste
- 1993 – Titre de chevalier de l'Ordre national du Québec
- 1994 – Doctorat honoris causa en droit de l'université Concordia[17],[18] ; l'université donne aussi son nom à un studio de musique électroacoustique
- 1994 – Concert du Quatuor Morency en hommage à Joachim
- 2008 – Prix Hommage, dans le cadre des prix Opus du Conseil québécois de la musique[19]